# Alyssum gustavssonii
Alyssum gustavssonii là một loài thực vật có hoa trong họ Cải. Loài này được Hartvig mô tả khoa học đầu tiên năm 1986.